# 둥팡즈싱호 침몰 사고
둥팡즈싱호 침몰 사고(중국어 간체자: 东方之星, 정체자: 東方之星, 병음: Dōngfāng zhī Xīng)는 2015년 6월 1일 밤 9시를 전후로 하여 중화인민공화국 양쯔 강에서 침몰하였으며, 승선된 454명 중 12명만 구조되고 442명이 숨진 사고이다, 침몰된 장소는 후베이성 진저우 시 젠리 현 부근 유역으로 되어 있다. 또한 사고가 난 선박은 세월호와 마찬가지로 1994년에 취역하였으나, 세월호보다 2년 앞선 1992년에 건조된 것으로 보인다. 사고가 난 선박의 선체 전장은 76.5m로 미국의 최신예 대형 항공기 중 하나인 보잉 747-8과 같은 전장을 지니고 있다. 해당 사고 선박의 유형은 크루즈 선박으로 되어 있어 최신 전자 장비도 탑재되어 있다.

## 승선 명단
승선자 대부분은 전부 중국인으로, 퇴직한 50~80대 어른 및 어르신들이 대다수 탑승한 것으로 전해져 있으며, 일반 승객 403명과 가이드 5명, 승무원 46명이 타고 있었으며 출신지는 장쑤성 출신자가 무려 204명이나 탑승한 것으로 보이며, 상하이 시 출신자 97명과 톈진시 출신자 43명도 승선하였으며, 나머지는 기타 지역으로 되어 있다.

## 원인
원인은 오룡호 침몰 사고 때와 거의 비슷하다. 악천후로 인한 무리한 선박 운항이 원인인 것으로 추정된다.

## 같이 보기
- 세월호 침몰 사고
- 오룡호 침몰 사고
- 서해훼리호 침몰 사고